# Deir Qanoun En Nahr
Deir Qanoun En Nahr  (en árabe: دير قانون النهر‎) es un municipio del sur del Líbano, ubicado en el distrito de Tiro en la gobernación de Líbano Sur.

## Nombre
Deir Kânûn significa: el convento de la regla (canon).

## Historia
A principios de la década de 1860, Ernest Renan observó aquí un sarcófago decorado.
En 1875, Victor Guérin encontró que el pueblo estaba habitado por 400 metualis. Señaló además que: «Aquí vi una antigua cuenca excavada en la roca, muchas piedras talladas construidas en casas particulares o formando el recinto de jardines y cisternas, y, sobre la superficie de un bloque que yacía en el suelo, figuras talladas, en número de cinco, cada una en un marco diferente. Desgraciadamente, estaban muy mutiladas por el tiempo y el uso rudo. El mejor conservado tiene la cabeza coronada por el alto tocado egipcio conocido con el nombre de pschent y sostiene en una mano una especie de bastón curvado».
En 1881, el Estudio de Palestina Occidental (SWP) del Fondo para la Exploración de Palestina lo describió como: «Un pueblo, construido de piedra, situado en la cima de una colina, rodeado de jardines, higueras, olivos y tierras cultivables, en el que viven alrededor de 250 Metawileh y cuenta con suministro de agua de manantiales, birket y cisternas».
El 14 de junio de 2024, y en el marco de la guerra de Gaza, un ataque aéreo israelí contra una casa de tres pisos situada en los alrededores de la localidad, destruyó por completo la vivienda, dañó los edificios cercanos y mató a dos mujeres, entre ellas una médica, y otras veinte personas resultaron heridas. Entre los heridos había niños y bebés, y todos fueron trasladados a distintos hospitales para recibir tratamiento.

## Personas ilustres
- Hashem Safiedín clérigo chií libanés y jefe del Consejo Ejecutivo de Hezbolá